# Ian Edwards (calciatore 1976)
Ian Edwards (25 ottobre 1976) è un calciatore anguillano, centrocampista dei Sunset Attackers e della nazionale anguillana.

## Carriera

### Club
Dal 2009 gioca nel Sunset Attackers.

### Nazionale
È nel giro della Nazionale anguilliana dal 1995.